# ويليام ويرت آدامز
ويليام ويرت آدامز هو عسكري وسياسي أمريكي، ولد في 22 مارس 1819 في فرانكفورت في الولايات المتحدة، وتوفي في 1 مايو 1888 في جاكسون في الولايات المتحدة. نشط حزبياً في الحزب الديمقراطي. وقد انتخب مدير مكتب البريد وانتخب عضو مجلس نواب مسيسيبي ‏.